# Din Nawab
Din Nawab (ur. 23 października 1935 w Lahaurze) – pakistański zapaśnik walczący w stylu wolnym. Olimpijczyk z Rzymu 1960, gdzie zajął dziewiąte miejsce w kategorii do 52 kg.

## Letnie Igrzyska Olimpijskie 1960
| Konkurencja      | Rundy eliminacyjne    | Rundy eliminacyjne              | Rundy eliminacyjne         | Rundy eliminacyjne  | Klas. końcowa |
| Konkurencja      | Przeciwnik I          | Przeciwnik II                   | Przeciwnik III             | Przeciwnik IV       | Miejsce       |
| ---------------- | --------------------- | ------------------------------- | -------------------------- | ------------------- | ------------- |
| 52 kg styl wolny | Seán O’Connor (IRL) Z | Nikola Vasilev Dimitrov (BUL) Z | Masayuki Matsubara (JPN) P | Ahmet Bilek (TUR) P | 9.            |